# Casa de las Cadenas (Miranda de Ebro)

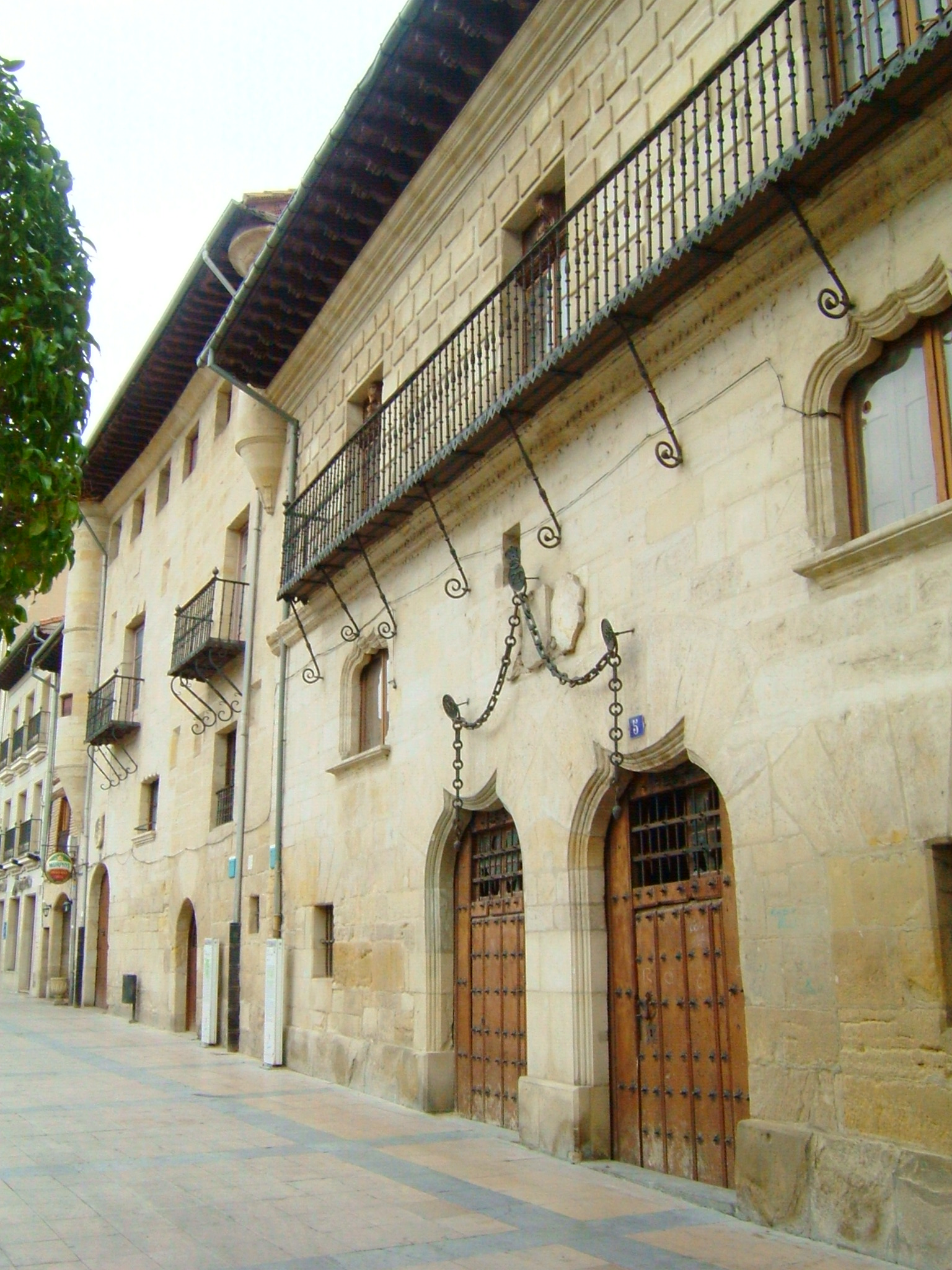
Casa de las Cadenas (en primer término) y Casa de los Urbina (al fondo), ambas del.

La casa palacio de los Condes de Berberana, más conocida como la casa de las Cadenas, es un palacete del siglo XVI de la localidad de Miranda de Ebro (provincia de Burgos, España).

## Historia
La casa solariega fue construida el año 1580 o 1600 por la familia Gil Delgado, que más tarde ostentarían el título de Condes de Berberana. En ella se hospedó Napoleón Bonaparte y el rey Fernando VII de España, que en 1828 colocó unas cadenas como recuerdo de su estancia. El 16 de agosto de 1837, durante la guerra carlista, fue asesinado en su interior el General en jefe del ejército liberal Rafael de Ceballos-Escalera por soldados amotinados. En 2010 se preveía abrir un hotel de cuatro estrellas en su interior.

## Descripción
La casona se asienta sobre una planta rectangular y tiene un tejado a dos aguas. Posee un jardín adosado de importantes dimensiones. La planta baja estaba destinada en su momento a las caballerías y las dos superiores a la vivienda.
La fachada principal se muestra a la plaza de España, presenta simetría y es de estilo renacentista. Está acabada en piedra de sillería. La parte inferior es de doble altura y sobresalen dos puertas y dos ventanas cuyos arcos son lobulados. En la parte superior destaca un balcón corrido de rejería barroca y tres grandes huecos. El acabado del segundo piso tiene la piedra almohadillada. Por último, culmina la fachada un gran alero de madera con canecillos labrados. Sobre toda la fachada destacan unas cadenas sobre la puerta principal, colocadas por Fernando VII en recuerdo de su estancia en 1828. También se observan tres escudos muy deteriorados en los que no se reconoce ninguna forma heráldica.
La fachada trasera da a la calle Independencia y es tan sólo una parte de un ala, perpendicular al cuerpo principal, que abarca parte del jardín. Consta de tres cuerpos; los dos inferiores se componen de piedra de mampostería y sillares en las esquinas y ventanas. El piso superior está compuesto por ladrillo y sobresale un mirador semioctogonal.